# Pitcairnia nigra
Pitcairnia nigra là một loài thực vật có hoa trong họ Bromeliaceae. Loài này được (Carrière) André miêu tả khoa học đầu tiên năm 1888.